# Fernando Carcupino
Fernando „Nando“ Nusci Carcupino (* 23. Juli 1922 in Neapel; † 22. März 2003 in Mailand) war ein italienischer Maler und Karikaturist.

## Leben
Fernando Carcupino wurde in Neapel als Sohn von Mario und Matilde in eine Mailänder Familie geboren und wuchs in Mailand auf. Nach Abschluss des Kunstgymnasiums studierte er ab 1939 an der Accademia di Belle Arti di Brera. Er wurde vor allem für seine weiblichen Akte bekannt, malte aber auch Landschaften, Stillleben, historische Motive und Porträts von Müttern und ihren Kindern.

## Auszeichnungen
1983: Ritterkreuz des Verdienstordens der Italienischen Republik für seine künstlerischen Verdienste